# ارتم یاشکین
ارتم یاشکین (اوکراینی: Артем Олександрович Яшкін؛ زادهٔ ۲۹ آوریل ۱۹۷۵) بازیکن فوتبال اهل اوکراین است.
از باشگاه‌هایی که در آن بازی کرده‌است می‌توان به باشگاه فوتبال شینیک یاروسلاول، باشگاه فوتبال آرسنال کی‌یف، باشگاه فوتبال ججو یونایتد، باشگاه فوتبال چورنومورتس اودسا، باشگاه فوتبال دینامو کی‌یف، و باشگاه فوتبال الیستا اشاره کرد.
وی همچنین در تیم ملی فوتبال اوکراین بازی کرده‌است.